# Tenis
Tenis, tenis ziemny – dyscyplina sportowa rozgrywana na korcie tenisowym, polegająca na przebijaniu rakietą tenisową piłki ponad lub obok siatki na pole przeciwnika, celem zdobycia punktu bezpośrednio lub pośrednio, w wyniku błędu przeciwnika. Może być rozgrywana pojedynczo (tzw. singiel) lub w dwuosobowych zespołach zawodników jednej płci (debel) lub obu (mikst). Tenis należał do grona letnich dyscyplin olimpijskich w latach 1896–1924. Do ich programu powrócił w 1988.
Współczesna wersja tenisa narodziła się w Wielkiej Brytanii pod koniec XIX w. jako lawn tennis (pol. tenis na trawie). Wkrótce dyscyplina rozprzestrzeniła się wśród wyższych warstw anglojęzycznych społeczeństw i stała się popularna w świecie. Tenis jest sportem olimpijskim uprawianym na wszystkich kontynentach przez ludzi w różnym wieku. W tenisa może grać każdy, kto jest w stanie utrzymać w ręku rakietę tenisową, w tym osoby poruszające się na wózkach inwalidzkich, zawodnicy głusi i niewidomi.
Najważniejszymi rozgrywkami tenisowymi w roku są cztery turnieje tworzące tzw. Wielki Szlem: Australian Open, Roland Garros, Wimbledon oraz US Open. Wśród zawodów reprezentacji międzynarodowych wyróżnia się: Puchar Davisa, Hopmana, rozgrywki o Puchar Billie Jean King oraz Drużynowy Puchar Świata.

## Historia

### Początki
Gry przypominające tenis znane są z czasów starożytnych. Na historycznych reliefach widoczne są niewiasty w tunikach i mężczyźni w chitonach podbijający piłeczkę. W Rzymie uprawiano „trigon” – zawodnicy ciężkimi pałkami odbijali piłki wypełnione ziarnami figi, zaś w łaźniach znajdowały się specjalne miejsca do gry w piłkę. Homer zaś w „Odysei” opisał Nauzykę odbijającą piłkę.
We Włoszech w połowie XVI wieku znana była gra w „pallone” o systemie liczenia punktów podobnym do tenisa. Najazdy Saracenów w VII wieku przyniosły do Francji zabawę polegają na odbijaniu piłki ręką. Inną średniowieczną uprawianą przez mnichów grą w europejskich klasztorach było uderzanie piłki dłonią. Gry te stanowiły zaczątek do powstania protoplasty tenisa – jeu de paume (pol. gra dłonią). Grę tę zaczęto określać mianem prawdziwego lub królewskiego tenisa. Wkrótce potem wprowadzono do użytku skórzane rękawice, te natomiast zastąpiły w XVI w. prototypy pierwszych rakiet, najpierw w postaci pokrytej pergaminem łopatki, a następnie drewnianej paletki. Pierwsze piłki do tenisa były wykonane z drewna. Z czasem ustąpiły one pola lepiej odbijającym się skórzanym piłkom wypełnionym celulozą. Gra zyskiwała na popularności, zwłaszcza we Francji, gdzie spopularyzowali ją członkowie rodziny królewskiej, m.in. Ludwik XIII, Henryk II czy Karol IX, oraz w Anglii, której królowie Henryk VII oraz Henryk VIII byli zapalonymi graczami i rozkazali budować korty w całym kraju. Według legendy to właśnie Henryk VIII „wymyślił” serwis (ang. service), czyli uderzenie rozpoczynające wymianę – ponieważ król był zbyt gruby, by móc podrzucić piłkę do góry robili to za niego służący (ang. servants).

### Narodziny współczesnej gry
Tenis w obecnej postaci może być wywodzony z dwóch różnych źródeł. Między 1859 a 1865 major Harry Gem wraz ze swoim przyjacielem Augurio Parerą opracowali grę będącą mieszanką sportów rakietowych i baskijskiej gry peloty. Pierwsze mecze tenisowe rozgrywali na trawniku do gry w krokieta w posiadłości Gema w Birmingham. W 1872 razem z dwoma miejscowymi lekarzami Frederikiem Haynesem i Arthurem Tomkinem założyli pierwszy na świecie klub tenisowy w Leamington Spa.

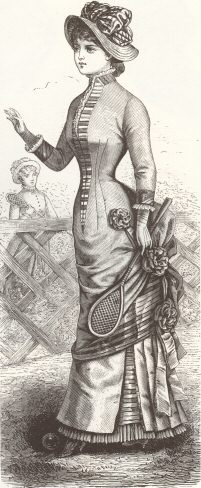
Dama w stroju tenisowym, 1881

W grudniu 1873 major Walter Clopton Wingfield opracował podobną grę, w którą grano podczas przyjęć w ogrodzie jego walijskiej posiadłości Nantclwyd. W 1874 roku major opatentował tę grę nadając jej grecką nazwę sphairistike, znaną również jako lawn tennis. Do jej opisu Wingfield zapożyczył znaczną część francuskiego słownictwa stosowanego w tenisie królewskim:
- Tenis wywodzi się od francuskiego tenez będącego formą trybu rozkazującego od czasownika tenir oznaczającego Gramy!/(Zaraz) serwuję![4]
- Rakieta pochodzi od słowa raquette, które z kolei wywodzi się z arabskiego rakhat, oznaczającego dłoń[4]
- Równowaga (ang. deuce) pochodzi od francuskiego wyrażenia à deux le jeu, oznaczającego „gem dla obu”, czyli równowagę[10].
- Uważa się, że love, czyli zero, pochodzi od holendersko-flamandzkiego rzeczownika lof, oznaczającego honor lub francuskiego rzeczownika l’oeuf, oznaczającego jajko, którego kształt przypomina zero[10].
- Sposób punktacji w gemie – kolejno 15, 30, 40 pochodzi od francuskich liczebników quinze, trente oraz quarante, które łączy podobna wymowa końcówek, lub od kolejnych ćwiartek zegara (15, 30, 45), przy pomocy których określano wynik w gemie przed pojawieniem się komputerów, przy czym 45 zostało z biegiem czasu uproszczone do 40[10].

Część zasad opisanych w ośmiostronicowej książce Wingfielda Sphairstaike or Lawn Tennis nie przetrwała próby czasu. Boisko do gry początkowo przy końcowej linii było szerokie na 9,15 m, zaś przy siatce miało już tylko 6,37 m. Siatka w centralnym punkcie mierzyła 5 stóp (1,5 m), a przy słupkach aż 7 stóp. Długość boiska wynosiła 60 jardów. W 1877 roku boisko mające kształt dwóch trapezów złączonych podstawami przybrało obecną formę prostokąta. W tym samym roku All England Croquet Club (pol. Wszechangielski Klub Krokieta) dodał do swojej nazwy człon Lawn Tennis przejmując jednocześnie zadanie regulacji przepisów.
W międzyczasie Anglik Julian Marshall ogłosił konkurencyjne zasady gry nazywanej już „tennis”, wypierając szybko „sphairistike”.

### Powstanie Wielkiego Szlema
Cztery najbardziej prestiżowe turnieje tenisowe: Australian Open, Roland Garros, Wimbledon oraz US Open rozgrywane są corocznie odpowiednio w Melbourne, Paryżu, Londynie i Nowym Jorku. Najstarszym z nich jest rozgrywany od 1877 Wimbledon, następnie US Open (1881), Roland Garros (1891), a najmłodszym odbywające się od 1905 Australian Open. Razem te cztery turnieje noszą miano Wielkiego Szlema (ang. Grand Slam). Termin ten zapożyczono z brydża.
Każdego roku serię turniejów wielkoszlemowych otwiera Australian Open (druga połowa stycznia). Następne są kolejno French Open – Roland Garros (przełom maja i czerwca), Wimbledon (przełom czerwca i lipca) oraz US Open (przełom sierpnia i września).

#### Wimbledon(1877)
Pierwsza edycja The Championships została zorganizowana w 1877 przez All England Lawn Tennis and Croquet Club w celu zebrania pieniędzy na działalność klubu. W turnieju gry pojedynczej mężczyzn wzięło udział 22 zawodników, a jego zwycięzca, Spencer Gore, otrzymał główną nagrodę w wysokości 12 gwinei (ok. 50 zł) oraz posrebrzany puchar z wyrytym napisem The All England Lawn Tennis Club Single Handed Champion of the World (pol. Mistrz Świata w grze jedną ręką Wszechangielskiego Klubu Tenisa na Trawie). W następnym roku turniej na kortach Wimbledonu został przemianowany na British Championships (pol. Mistrzostwa Brytyjskie), chociaż mogli w nim uczestniczyć zawodnicy z innych państw. W 1884 zainaugurowano turnieje singla kobiet i debla mężczyzn, a w 1913 debla kobiet i gry mieszanej.
The Championships od samego początku rozgrywany jest na trawiastych kortach w londyńskiej dzielnicy Wimbledon. Do 1921 mecze odbywały się przy Worple Road, natomiast od 1922 miejsce ich rozgrywania mieści się przy Church Road.
Wimbledon rozpoczyna się co roku zawsze w poniedziałek, pomiędzy 20 a 26 czerwca.

#### US Open(1881)
Inauguracyjna edycja U.S. National Championship (pol. Krajowych Mistrzostw Stanów Zjednoczonych) została rozegrana w 1881 w Newport w stanie Rhode Island. Brali w niej udział tylko mężczyźni. Tenisistki po raz pierwszy pojawiły się na U.S. National Championship w 1887. W celu standaryzacji przepisów i organizacji turniejów 21 maja 1881 powołano United States National Lawn Tennis Association (obecne United States Tennis Association – Związek Tenisa Stanów Zjednoczonych). Z początkiem ery open nazwę turnieju zmieniono na US Open.
Od 1881 do 1974 turniej odbywał się na kortach trawiastych kolejno w Newport (1881- 1914), nowojorskim Forest Hills (1915 – 1920), Filadelfii (1921 – 1923), a w 1924 wrócił do Forest Hills. W 1975 nawierzchnię trawiastą zamieniono na ceglaną. W 1978 miejsce rozgrywania US Open przeniesiono do Flushing Meadows, czemu towarzyszyła zmiana nawierzchni na korty twarde (odmiana DecoTurf).
US Open rozgrywany jest co roku na przełomie sierpnia i września.

#### Roland Garros(1891)
Tenis był z początku sportem uprawianym głównie w krajach anglojęzycznych, w którym dominowali przedstawiciele USA oraz Wielkiej Brytanii. Poza światem anglojęzycznym tenis był popularny we Francji, gdzie w 1891 rozegrano pierwszą edycję Championnat de France (pol. Mistrzostw Francji). W 1925 dokonano zmiany nazwy na Championnats Internationaux de France (pol. Międzynarodowe Mistrzostwa Francji), a w 1928 na Tournoi de Roland Garros (pol. Turniej im. Rolanda Garrosa, prekursora francuskiego lotnictwa). W krajach anglojęzycznych turniej nazywany jest French Open, natomiast w samej Francji powszechna jest nazwa Roland Garros.
Od samego początku turniej rozgrywany jest w Paryżu, przy czym od 1928 jego scenerią są korty ziemne kompleksu tenisowego im. Rolanda Garrosa.
French Open (Roland Garros) rozgrywany jest co roku na przełomie maja i czerwca.

#### Australian Open(1905)
Turniej Australian Open po raz pierwszy rozegrano w 1905 jako Australasian Championships (pol. Mistrzostwa Australazji). Ze względu na niedogodne położenie geograficzne Australii oraz termin rozgrywania turnieju przypadający w okolicach Bożego Narodzenia przez wiele lat w turnieju nie brali udziału czołowi tenisiści świata. Sytuacja ta uległa zmianie dopiero w latach 80. XX w. Turniej pod swoją obecną nazwą jest znany od 1969, kiedy przemianowano go z noszonej od 1927 nazwy Australian Championships (pol. Mistrzostwa Australii).
Lokalizacja turnieju ulegała przez lata licznym zmianom: pierwszą edycję rozegrano w australijskim Melbourne, drugą w nowozelandzkim Christchurch, a następne w australijskich Sydney, Adelaide, Brisbane i Perth oraz nowozelandzkim Hastings. Od 1972 turniej odbywa się regularnie w Melbourne (od 1972 do 1987 na Kooyong Stadium, a od 1988 w Melbourne Park). Przenosiny na Melbourne Park wiązały się ze zmianą nawierzchni z trawiastej na korty twarde odmiany Rebound Ace. W 2008 ta nawierzchnia została zastąpiona przez szybszą Plexicushion.
Turniej rozgrywany jest co roku w drugiej połowie stycznia (trzeci i czwarty tydzień rozgrywek ATP i WTA).
W Australii termin organizacji turnieju przypada na sam środek kalendarzowego lata.
Mecze rozgrywane są według czasu polskiego późną nocą lub wczesnym rankiem – z racji różnic stref czasowych.

### Powstanie ITF
Początki Pucharu Davisa oraz potrzeba ustanowienia światowej federacji zarządzającej rozgrywkami przyczyniły się do zorganizowania w 1913 w Paryżu konferencji 12 krajowych związków tenisowych. Powołała ona International Lawn Tennis Federation (pol. Międzynarodową Federację Tenisa na Trawie), przemianowaną w 1977 na International Tennis Federation (pol. Międzynarodowa Federacja Tenisowa). Opracowane w 1923 i wprowadzone w życie w 1924 zasady gry ustanowione przez ITF uległy jedynie kilku zmianom – największymi z nich okazały się wymyślony przez Jamesa Van Alena tie-break oraz zastosowanie technologii Hawk-Eye.

### Pierwsze turnieje zawodowe
Głównymi zawodami cykli rozgrywek dla profesjonalistów były turnieje Pro tours oraz Pro Championships, które traktowane jako najbardziej prestiżowe przed nastaniem w 1968 ery open. W czasach poprzedzających erę open najpopularniejsi zawodnicy, tacy jak Suzanne Lenglen czy Vincent Richards, byli zobowiązani kontraktami do udziału w turniejach pokazowych. Kontrakty nakazywały profesjonalistom występowanie w turniejach wskazanych im przez ich promotorów podczas gdy kontrolę nad amatorami posiadały krajowe federacje, np. w 1939 Norman Brookes, prezydent Australijskiej Federacji Tenisowej wolał by reprezentanci Australii w Pucharze Davisa, John Bromwich i Adrian Quist, przygotowywali się do finału tych rozgrywek ze Stanami Zjednoczonymi, niż brali udział w turnieju wimbledońskim. W następnych dziesięcioleciach tenisiści nie mieli praktycznie żadnej władzy nad tym, gdzie i kiedy startują.

#### Pro tours
Większość zawodowców brała udział w osobnych zawodach dla profesjonalistów (z których większość stanowiły mecze typu twarzą w twarz) noszące miano pro tours. W 1926 promotor Charles C. Pyle utworzył pierwszy cykl rozgrywek dla zawodowców, w ramach którego wybrani amerykańscy i francuscy tenisiści rozgrywali pokazowe mecze przed płacącą za to publicznością. Najbardziej znanymi tenisistami przed II wojną światową byli Francuzka Suzanne Lenglen i Amerykanin Vincent Richards. Gdy zawodnik przeszedł na profesjonalizm nie mógł już brać udziału w turniejach amatorskich. Turnieje zawodowców dopiero w latach 60. XX w. prześcignęły popularnością imprezy pro tours.

#### Pro Championships
Poza cyklem pojedynków twarzą w twarz co roku odbywało się kilka turniejów określanych mianem mistrzostw zawodowców (ang. Pro Championships), z których najważniejszym był rozgrywany od 1934 do 1990 na angielskim Wembley Arena Wembley Professional Championship, uznawany do 1967 za nieoficjalne mistrzostwa świata. Prócz niego do najbardziej prestiżowych turniejów zawodowców należały: amerykański United States Professional Championship (w latach 1927–1999) oraz francuski French Professional Championship (od 1930 do 1968). Wraz z początkiem ery open zaprzestano rozgrywania French Professional Championship, natomiast mistrzostwa USA i Wielkiej Brytanii zaczęły tracić na znaczeniu aż do zaprzestania ich organizacji w latach 90. XX w.
Do 1967 te trzy imprezy są uznawane przez historyków tenisa, takich jak Robert Geist czy Raymond Lee
za turnieje Wielkiego Szlema zawodowców.

### Era open
W 1968 naciski mediów doprowadziły do narodzin nowej epoki w historii tenisa, w której uczestnikami turniejów mogli być zarówno amatorzy, jak i profesjonaliści. Tak zaczęła się era open, w której najlepsi zawodnicy byli w stanie zarabiać na życie jedynie z gry w tenisa. Tenis przestał być grą elitarną, a dzięki transmisjom telewizyjnym stał się nośnikiem reklamy. Pierwszym turniejem wielkoszlemowym rozegranym po wprowadzeniu tych zmian było francuskie Roland Garros.

#### Utworzenie cyklu Grand Prix
W 1967 większość zawodowców była związana kontraktami z WCT bądź NTL. Do wyjątków należeli m.in. Lew Hoad, Luis Ayala czy Owen Davidson.
- National Tennis League (NTL) kierowane przez George’a McCalla

Członkami NTL byli: Rod Laver, Roy Emerson, Ken Rosewall, Andrés Gimeno, Pancho Gonzales i Fred Stolle.
- World Championship Tennis (WCT) zarządzane przez Dave’a Dixona (którego zastąpił Lamar Hunt)

Do WCT należeli: John Newcombe, Tony Roche, Nikola Pilić, Roger Taylor, Pierre Barthès, Butch Buchholz, Cliff Drysdale i Dennis Ralston.
Zawodowcy związani byli ze swoimi promotorami kontraktami i nie zawsze mogli startować w turniejach, w których chcieli. W 1968 zawodnicy zrzeszeni w WCT nie wzięli udziału w Roland Garros, natomiast członkowie NTL zbojkotowali Australian Open. Zarówno zawodnicy WCT, jak i członkowie NTL zrezygnowali z występu we French Open w 1970.
Aby nie dopuścić do powtórzenia się w przyszłości takiej sytuacji, International Lawn Tennis Federation (poprzedniczka International Tennis Federation) przychyliła się do propozycji Jacka Kramera, jednego z najlepszych zawodników lat 40. i 50. XX wieku, który zaproponował stworzenie cyklu turniejów, w których premie pieniężne byłyby rozdzielane na podstawie systemu punktowego. Pierwszym turniejem cyklu Grand Prix był rozegrany w Bournemouth w kwietniu 1970 British Hard Court Championships. W ramach pierwszej edycji cyklu rozegrano łącznie 27 turniejów, w tym trzy wielkoszlemowe: Australian Open, Roland Garros i US Open. Brali w nim udział niezależni profesjonaliści oraz niektórzy zawodnicy związani kontraktami.

#### Rywalizacja pomiędzy WCT i ILFT oraz powstanie ATP
Pierwsze turnieje pod kuratelą WCT odbyły się w lutym 1968, natomiast pierwsze imprezy organizowane przez NTL rozegrano w marcu 1969. Wiosną 1970 NTL zostało wchłonięte przez WCT.
Australian Open było organizowane przez WCT podczas gdy pozostałe turnieje Wielkiego Szlema należały do cyklu Grand Prix. Konflikt pomiędzy zarządzającym turniejami Grand Prix ILTF a WCT był tak silny, że Rosewall, Gimeno, Laver, Emerson i inni zawodnicy WCT nie wystąpili w 1971 w US Open.
Walkę między ILTF i WCT zakończyło w 1972 nałożenie przez ILTF zakazu gry w turniejach cyklu Grand Prix od stycznia do czerwca na zawodników posiadających kontrakty. Podczas rozgrywanego we wrześniu 1972 US Open grupa tenisistów założyła Association of Tennis Professionals (ATP), czyli organizację mającą chronić interesy jej członków przed ILTF, WCT oraz federacjami krajowymi.

#### Integracja
W 1978 seria Grand Prix połączyła się cyklem WCT, by stworzyć jeden wspólny cykl turniejów. W 1982 WCT opracowało nowy system rankingowy zbliżony do tego, którym od 1978 posługiwało się ATP, i odłączyło się od serii Grand Prix. Niepowodzenie nowego cyklu WCT spowodowało, że głównymi zawodami w sezonie stały się rozgrywki Grand Prix, nad którymi władzę sprawowało Men’s International Professional Tennis Council (MIPTC), później przemianowane na Men’s Tennis Council (MTC).
Początek ery open, utworzenie międzynarodowego cyklu rozgrywek oraz wysokie przychody ze sprzedaży praw telewizyjnych przyczyniły się do tego, że tenis rozprzestrzenił się po całym świecie i przestał być postrzegany jedynie jako rozrywka dla wyższych klas anglojęzycznego społeczeństwa.

#### ATP Tour
W 1990 kierowane przez Hamiltona Jordana Association of Tennis Professionals (Stowarzyszenie Tenisistów Profesjonalych) zastąpiło MTC jako ciało zarządzające męskimi rozgrywkami zawodowców. W ten sposób powstał cykl ATP Tour. Wraz z początkiem 1990 roku dziewięć najbardziej prestiżowych imprez nie tworzących Wielkiego Szlema stało się znanych jako tzw. Super Nine (Wspaniała Dziewiątka), później przemianowane na Masters Series. W tym samym czasie zrezygnowano z nazwy Grand Prix. Dwanaście mniej prestiżowych turniejów otrzymało rangę International Series Gold, natomiast pozostałe (około 60) utworzyły kategorię International Series. W 2000 wszystkie turnieje wielkoszlemowe oraz Masters Series stały się jedynymi turniejami, do udziału w których zobowiązani byli czołowi zawodnicy świata. Zawodnicy ci otrzymywali automatycznie miejsca w drabinkach tych turniejów, a zdobyte w nich punkty stały się głównym źródłem punktów w rankingu dla najlepszych zawodników na świecie.
W 2009 dokonano reorganizacji systemu rankingowego ATP – turnieje Masters Series zmieniły kategorię na ATP Tour Masters 1000, zawody International Series Gold (obecnie jest ich jedenaście) otrzymały status ATP Tour 500, natomiast wszystkie pozostałe imprezy utworzyły kategorię ATP Tour 250. Liczba przy nazwie ATP Tour oznacza liczbę punktów rankingowych przyznawanych zwycięzcy całego turnieju.

### Zawodowy tenis kobiecy
Za początek zawodowego tenisa kobiecego można uznać rok 1926, w którym rozegrana została seria meczów pokazowych pomiędzy Suzanne Lenglen a Mary K. Browne, zwyciężczyni US Open od 1912 r. do 1914 r. W latach 1950–1951 Bobby Riggs podpisał kontrakty z Betz oraz Gussie Morgan na start w cyklu pro tour razem z Jackiem Kramerem oraz Pancho Segurą. Do idei zawodowstwa kobiety powróciły w 1967 gdy Billie Jean King, Ann Jones, Françoise Durr, oraz Rosie Casals podpisały kontrakty z promotorem George’em McCallem na dołączenie na dwa lata do pokazowego tournée z udziałem ośmiu mężczyzn.

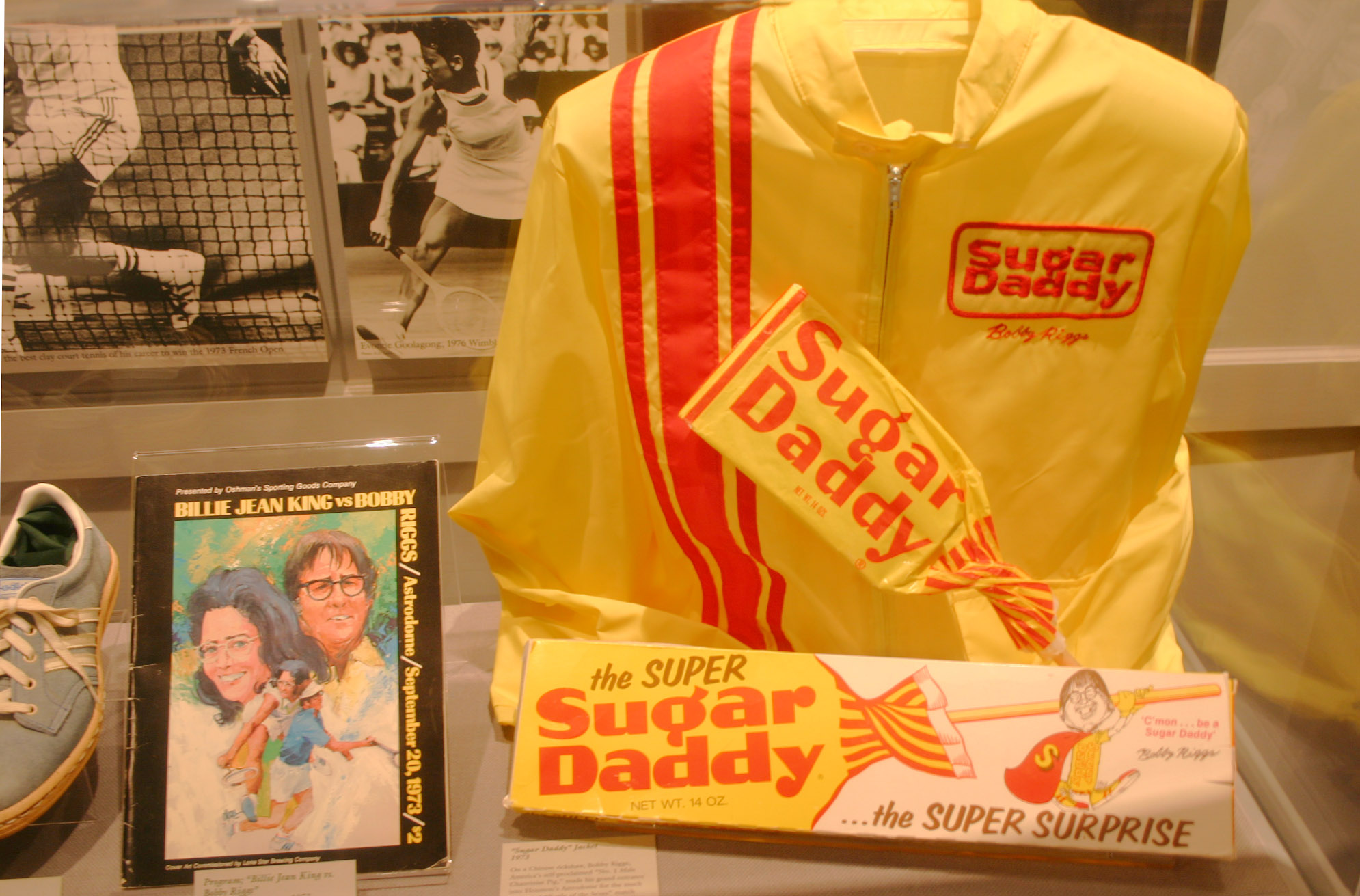
Pamiątki z wojny płci

Po powstaniu w 1972 ATP promotor Jack Kramer zaprosił do udziału w turnieju Pacific Southwest Championships również zawodowe tenisistki, jednak zaproponował im jedynie 7,5 tysiąca dolarów w puli nagród, podczas gdy pula turnieju męskiego wynosiła 50 tys. dolarów. Kiedy Kramer odmówił zwiększenia puli Billie Jean King oraz Rosie Casals nawoływały od zbojkotowania imprezy. Zamiast tego Gladys Heldman, wydawca magazynu World Tennis, zorganizowała odrębny turniej sponsorowany przez firmę tytoniową Virginia Slims. Nowy cykl turniejów o nazwie WT Women’s Pro Tour rozgrywano w latach 1971–1972. Oferował on pule nagród znacznie przewyższające te, które były do rozdysponowania w innych turniejach zawodowych, jednak z drugiej strony stał się przyczyną licznych konfliktów z USLTA. Konflikt rozwiązało przejęcie kontroli nad zawodami touru przez amerykańską federację tenisową podczas gdy Virginia Slims zajęło się sponsorowaniem pojedynczych turniejów. W 1973 US Open jako pierwszy turniej wielkoszlemowy dokonał zrównania pul nagród w turniejach gry pojedynczej. Billie Jean King, jedna z najbardziej zasłużonych orędowniczek na rzecz rozwoju rozgrywek kobiecych w historii, w latach 1971–1972 zarobiła na korcie ponad 100 tys. dolarów. Dzięki słynnej wojnie płci, jej pokazowemu meczowi przeciwko Bobby’emu Riggsowi rozegranemu we wrześniu 1973, King pomogła kobiecemu tenisowi przykuć uwagę mediów.
Powstałe w 1973 Women’s Tennis Association (Stowarzyszenie Tenisistek Profesjonalnych, WTA) pełni rolę naczelnego ciała zarządzającego zawodowymi rozgrywkami kobiet. Jest ono organizatorem cyklu imprez WTA Tour, których zwieńczeniem jest Turniej Mistrzyń – WTA Tour Championships.

### Tenis ziemny na igrzyskach olimpijskich
Tenis był jedną z dziewięciu dyscyplin, w ramach których rywalizowali sportowcy podczas pierwszych nowożytnych Igrzysk Olimpijskich w 1896. Rozegrano wtedy turnieje gry pojedynczej i podwójnej mężczyzn. Cztery lata później na igrzyskach zadebiutowały tenisistki. Tenis wypadł z programu igrzysk po roku 1924 z powodu konfliktu pomiędzy ILTF oraz MKOL. Wrócił do niego w 1988 podczas olimpiady w Seulu (w Meksyku w 1968 i w Los Angeles w 1984 był dyscypliną pokazową), a decyzję o włączeniu go do igrzysk podjął przewodniczący MKOl, Juan Antonio Samaranch, wyrażając przy tym zgodę na udział w turnieju olimpijskim zawodników zrzeszonych w profesjonalnych federacjach. W ramach igrzysk rozegranych w Pekinie w 2008 rozegrano turnieje gry pojedynczej i podwójnej mężczyzn oraz kobiet. W 2009 roku władze Międzynarodowego Komitetu Olimpijskiego poinformowały, że podczas igrzysk w Londynie w 2012 odbędą się również zawody gry mieszanej (rozgrywane po raz ostatni w 1924).
Podczas igrzysk w 1896, 1900, 1904, 1988 i 1992 przegrani z półfinałów otrzymywali brązowe medale. W pozostałych latach rozgrywano mecze o trzecie miejsce. Od igrzysk w Atenach w 2004 osiągnięcia w igrzyskach olimpijskich są nagradzane punktami rankingowymi.

### Tenis w Polsce
Na ziemiach polskich tenis pojawił się pod koniec XIX wieku. Do 1910 roku rozwijał się głównie jako elitarna rozrywka towarzyska. Zabory spowodowały odrębny rozwój tego sportu w trzech dzielnicach Polski. W momencie odzyskania niepodległości zaczął się nowy okres w historii polskiego tenisa. Sekcja tenisowa KS Warta Poznań zorganizowała w 1919 roku pierwszy ogólnopolski turniej tenisowy w kraju – o mistrzostwo Wielkopolski. W 1921 powstał Polski Związek Lawn Tenisowy, w tym samym roku odbyły się pierwsze Mistrzostwa Polski. Pierwszym oficjalnym startem międzynarodowym był udział drużyny polskiej w Pucharze Davisa w roku 1925. Pierwsze drużynowe Mistrzostwa Polski rozegrano w 1927, natomiast międzynarodowe mistrzostwa Polski odbyły się po raz pierwszy w 1931. Pod koniec lat dwudziestych pojawiły się pierwsze indywidualności wśród mężczyzn (Ignacy Tłoczyński i Józef Hebda) nawiązujące równorzędną walkę z czołówką europejską. Wśród kobiet przed rokiem 1939 największe sukcesy odnosiła Jadwiga Jędrzejowska. W sierpniu 1945 reaktywowano Polski Związek Tenisowy (z nazwy usunięto słowo „Lawn”), a we wrześniu odbyły się XIX narodowe mistrzostwa Polski. Reaktywowany związek zgłosił swoje członkostwo w ILTF i udział w rozgrywkach Pucharu Davisa, o który już w 1947 rozegrano pierwsze spotkanie. W 1950 roku pojawia się nowa konkurencja mistrzostw kraju, a mianowicie zawody halowei. W latach 1950–1956 zawieszono działalność PZT, a jego agendy przejęła Sekcja Tenisowa Głównego Komitetu Kultury Fizycznej. W marcu 1957 ponownie reaktywowano Polski Związek Tenisowy. W latach pięćdziesiątych pojawiali się utalentowani tenisiści – Władysław Skonecki, Jan Radzio, Andrzej Licis i Józef Piątek. Grę na międzynarodowym poziomie w latach sześćdziesiątych demonstrował Wiesław Gąsiorek. W II połowie lat siedemdziesiątych do światowej czołówki wdarł się Wojciech Fibak. W latach dziewięćdziesiątych najwyżej notowanymi tenisistkami w rankingu WTA Tour były Katarzyna Nowak i Magdalena Grzybowska. W XXI wieku sukcesy odnosiły Agnieszka Radwańska i Iga Świątek, a wśród mężczyzn Jerzy Janowicz, Łukasz Kubot, Hubert Hurkacz oraz debliści Mariusz Fyrstenberg i Marcin Matkowski.
Wśród polskich tenisistów największe sukcesy odnieśli:
- Jadwiga Jędrzejowska (1912–1980) – finalistka Wimbledonu 1937, U.S. National Championships 1937 oraz French Championships 1939, mistrzyni deblowego French Championships 1939; dwukrotnie wygrywała plebiscyt „Przeglądu Sportowego” na najlepszego polskiego sportowca roku (1936–1937).
- Wojciech Fibak (ur. 1952) – finalista Masters 1976 i zwycięzca deblowego Australian Open 1978, czterokrotny ćwierćfinalista turniejów wielkoszlemowych w grze pojedynczej; w całej karierze wygrał 15 turniejów singlowych i 52 deblowe.
- Łukasz Kubot (ur. 1982) – ćwierćfinalista Wimbledonu 2013, zwycięzca deblowych turniejów Australian Open 2014 i Wimbledonu 2017, w 2018 lider rankingu ATP deblistów.
- Agnieszka Radwańska (ur. 1989) – mistrzyni WTA Finals 2015 i 19 innych turniejów singlowych, finalistka Wimbledonu 2012, zdobywczyni Pucharu Hopmana 2015, w rankingu WTA najwyżej sklasyfikowana na 2. miejscu.
- Jerzy Janowicz (ur. 1990) – pierwszy polski półfinalista turnieju wielkoszlemowego w grze pojedynczej mężczyzn (Wimbledon 2013), zdobywca Pucharu Hopmana 2015.
- Hubert Hurkacz (ur. 1997) – półfinalista Wimbledonu 2021, najwyżej sklasyfikowany Polak w historii rankingu ATP (6. miejsce w 2024[40]).
- Iga Świątek (ur. 2001) – zwyciężczyni sześciu turniejów wielkoszlemowych (French Open 2020, 2022, 2023 i 2024, US Open 2022 oraz Wimbledon 2025), dziesięciu turniejów WTA 1000 oraz WTA Finals 2023; pierwsza polska triumfatorka turnieju wielkoszlemowego w grze pojedynczej, brązowa medalistka olimpijska (2024), liderka rankingu WTA przez 125 tygodni.

## Zasady[41]

### Sposób rozgrywania meczu
Ponieważ w tenisie ważnym czynnikiem jest wytrzymałość, samowolne przedłużanie przerw między akcjami jest zabronione. Mecze toczone są z krótkimi przerwami. W większości przypadków serwujący musi rozpocząć akcję nie później niż 20 sekund po zakończeniu poprzedniego punktu. Przy zmianie stron kortu (po każdym nieparzystym gemie) ten czas zostaje wydłużony do 90 sekund, natomiast przerwa między setami trwa 120 sekund. W innych przypadkach przerwy są dozwolone tylko wtedy, gdy są spowodowane przyczynami niezależnymi od zawodnika, takimi jak: deszcz, uszkodzone obuwie, uszkodzona rakieta albo konieczność wymiany piłki. Jeśli zawodnik nieustannie opóźnia czas rozpoczęcia wymiany, sędzia stołkowy może go ukarać ostrzeżeniem, utratą punktu, gema, a nawet meczu.
W przypadku wystąpienia opadów deszczu, zapadnięcia zmroku lub innych sytuacji uniemożliwiających grę, mecz zostaje wznowiony później z takim samym wynikiem oraz zawodnikami po tych samych stronach kortu lub tym samym położeniu (północnym lub południowym), gdy gra zostaje wznowiona na innym korcie.
W meczach zawodowców piłki zużywają się bardzo szybko dlatego w turniejach ATP i WTA są wymieniane po rozegraniu każdych kolejnych dziewięciu gemów, z wyjątkiem pierwszych siedmiu gemów, ponieważ pierwszy komplet piłek stosuje się również podczas przedmeczowej rozgrzewki. Zawodnik podający pokazuje odbierającemu, że do gry weszły nowe piłki, chociaż nie należy to do formalnych zasad nakładanych przez federacje tenisowe. W mniejszych turniejach organizowanych przez ITF oraz w meczach Fed Cupu piłki zmienia się po 9, a później 11 gemach.
Niedawna propozycja dotycząca zmian w przepisach gry dotyczy dopuszczenia możliwości rozmowy gracza z trenerem w przerwie meczu (ang. coaching). Ta propozycja została zaakceptowana przez WTA i obowiązuje w rozgrywkach kobiecych od początku sezonu 2009.

### Rozgrywanie pojedynczego punktu
Dwaj zawodnicy lub dwa zespoły zaczynają grę po przeciwnych stronach kortu. Jeden z zawodników to serwujący, natomiast jego przeciwnik lub w przypadku gry podwójnej jeden z przeciwników, jest odbierającym. Po zakończeniu każdego gema w następnym serwuje zawodnik, który poprzednio odbierał. Każda wymiana zaczyna się serwisem granym zza linii końcowej, między boczną linią singlową a znacznikiem środkowym kortu. Odbierający może stanąć w dowolnym miejscu po swojej stronie kortu. Kiedy odbierający jest gotowy do gry, serwujący rozpoczyna wymianę.
Jeżeli serwis został wykonany prawidłowo, piłka przelatuje nad siatką nie dotykając jej i ląduje w polu serwisowym po ukośnej stronie kortu. Błędem serwisowym jest podanie, które jest zbyt długie, zbyt szerokie lub nie przelatuje nad siatką. Innym rodzajem błędu serwisowego jest „błąd stóp” (ang. „foot fault”). Do błędu stóp dochodzi, gdy stopa serwującego dotyka linii końcowej lub przedłużenia znacznika linii końcowej przed uderzeniem piłki. Zawodnik, który popełnił błąd serwisowy ma do dyspozycji jeszcze drugi serwis. Jeśli i ten serwis okaże się błędny, zawodnik popełnił podwójny błąd serwisowy, a punkt przyznany zostaje odbierającemu. Jeśli piłka dotknie taśmy siatki, ale wpadnie w karo serwisowe, zostaje wywołana komenda „net”, a podający powtarza serwis. W jednej akcji zawodnik może zaserwować nieograniczoną liczbę netów, ponieważ nie są one uznawane za błędy serwisowe.
Trafiony serwis rozpoczyna wymianę, w której zawodnicy naprzemiennie odbijają piłkę nad lub obok siatki na stronę przeciwnika. Uderzenie zostaje uznane za prawidłowe, o ile zawodnik przebije piłkę na drugą stronę zanim odbije się ona dwukrotnie od podłoża, nie dotykając żadnego innego elementu kortu oprócz siatki, a piłka nie okaże się autowa. Wymiana toczy się do momentu, gdy jednemu z tenisistów nie uda się wykonać prawidłowego odbicia.

### Punktacja

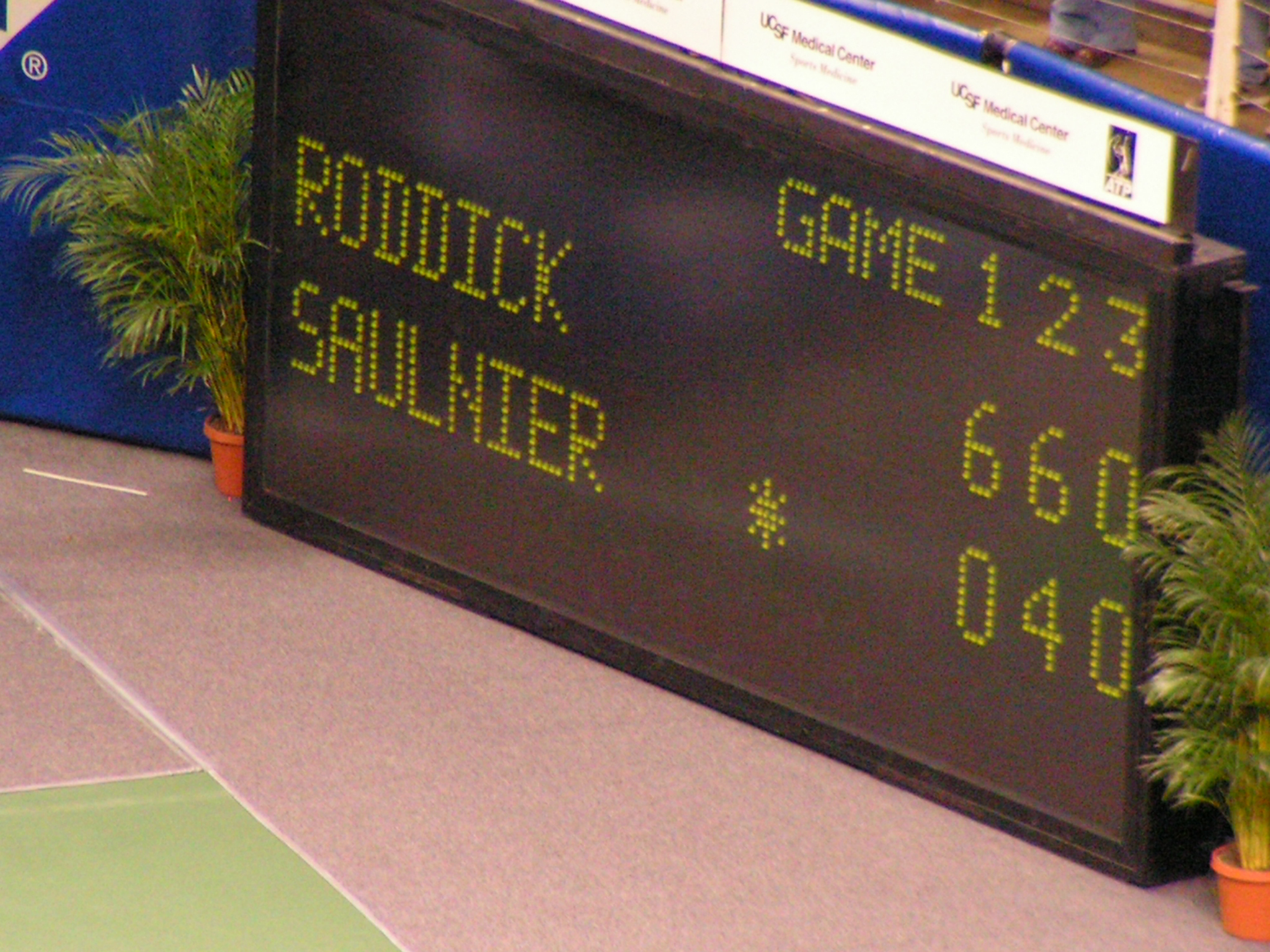
Elektroniczna tablica do wyświetlania wyników

Mecz tenisowy dzieli się na sety, one na gemy, które składają się z punktów. Większość meczów tenisowych rozgrywa się do momentu wygrania przez jednego z zawodników dwóch setów (zasada „best of three”). W kilku przypadkach mecze mężczyzn gra się do wygrania przez jednego z zawodników trzech setów (zasada „best of five”). Do tych wyjątków należą mecze wielkoszlemowe, finał igrzysk olimpijskich oraz mecze Pucharu Davisa. W deblu mężczyzn tę zasadę stosuje się wyłącznie na Wimbledonie oraz w Pucharze Davisa.
Gem składa się z serii punktów przy serwisie jednego zawodnika. Gema wygrywa ten zawodnik, który wygra w nim co najmniej cztery akcje przy zachowaniu przynajmniej dwóch piłek przewagi nad rywalem. Wynik w gemie jest opisywany w charakterystyczny wyłącznie dla tenisa sposób. Wynik zaczyna się od zera (fr. l'œuf) (dosł. jajo), a trzy następne punkty to kolejno: 15 (fr. quinze), 30 (fr. trente), 40 (fr. quarante). Pomysł takiej punktacji narodził się XIX w. we Francji, kiedy zamiast obecnie stosowanych tablic elektronicznych wynik określano przy pomocy zegarów. Każdy z kolejnych punktów odpowiadał wskazywanym przez zegar liczbom 0, 15, 30, 45. Z czasem 45 zamieniono na 40. Jeżeli każdy z zawodników wywalczył przynajmniej po trzy punkty, a wynik jest remisowy, taką sytuację opisuje komenda „równowaga” (ang. deuce). Kiedy obaj zawodnicy wygrali co najmniej po trzy wymiany, przy czym jeden z nich wygrał o jedną akcję więcej, wywołana zostaje „przewaga” (ang. advantage) oraz nazwisko zawodnika, który prowadzi w gemie.
W turnieju tenisowym sędzia stołkowy oznajmia wynik w gemie po każdej akcji. Wynik w czasie trwania pojedynku jest podawany z perspektywy podającego, a po jego zakończeniu wynik końcowy jest ogłaszany ze strony zwycięzcy.
Piłka gemowa (ang. game point) oznacza sytuację, w której zawodnik prowadzący w gemie potrzebuje jednej wygranej akcji do wygrania go. Na podobnej zasadzie określa się piłkę setową, meczową czy nawet mistrzowską (ang. championship point), np. jeśli serwujący prowadzi w gemie 40-0, ma on potrójną piłkę gemową, czyli trzy kolejne okazje na zdobycie gema. Piłki gemowe, setowe, meczowe i mistrzowskie nie należą do oficjalnej punktacji i nie są ogłaszane przez sędziego stołkowego.
Break point oznacza sytuację, w której zawodnik odbierający w gemie potrzebuje jednej wygranej akcji do przełamania, czyli wygranie gema przy serwisie rywala. Break pointy mają szczególne znaczenie w meczu, ponieważ zazwyczaj łatwiej jest wygrać gema przy własnym podaniu. Tak jak w przypadku innych piłek gemowych, break pointy nie są oficjalnie ogłaszane.
Set składa się z serii gemów. Po zakończeniu każdego gema dochodzi do zmiany podającego. Set kończy się kiedy liczba wygranych gemów przez jednego z zawodników spełni pewne wymagania. Seta wygrywa zawodnik, który wygrał sześć gemów przy co najmniej dwóch gemach przewagi. Jeśli jeden zawodnik wygrał sześć gemów a drugi pięć, rozgrywa się dodatkowego gema. Jeśli lepszy okaże się w nim zawodnik prowadzący, to wygrywa seta 7:5. Jeśli natomiast lepszy okaże się w nim zawodnik „goniący” straty, wynik wynosi 6:6. W takim przypadku dochodzi do rozgrywki tie-breakowej. Tie-break rozgrywany jest na specjalnych zasadach: wygrywa go zawodnik, który jako pierwszy zdobędzie siedem punktów przy przynajmniej dwóch punktach przewagi. Zwycięzca tie-breaka wygrywa seta wynikiem 7:6. Tie-breaki nie są stosowane jedynie w decydujących setach meczów Australian Open, Roland Garros, Wimbledonu, Igrzysk Olimpijskich, Pucharu Davisa oraz Fed Cupu. We wszystkich innych przypadkach przy stanie seta wynoszącym 6:6 gra się tie-break.
Mecze turniejowe kończy ogłoszenie przez sędziego stołkowego dobrze znanej formuły Gem, set, mecz (ang. Game, set, match) oraz nazwiska zwycięzcy lub członków zwycięskiego zespołu, a następnie wyniku końcowego.

### Rodzaje gier

#### Podstawowe
| Rodzaj                | Opis |
| --------------------- | --- |
| Pojedyncza (Singlowa) | Rozgrywana pomiędzy dwoma zawodnikami tej samej płci na korcie o wymiarach 23,77m x 8,23m.                        |
| Podwójna (Deblowa)    | Rozgrywana pomiędzy dwoma dwuosobowymi zespołami zawodników tej samej płci na korcie o wymiarach 23,77m x 10,97m. |
| Mieszana (Mikstowa)   | Rozgrywana pomiędzy dwoma dwuosobowymi zespołami zawodników różnych płci na korcie o wymiarach 23,77m x 10,97m.   |

#### Różniące się wybranymi przepisami
| Rodzaj                                  | Opis |
| --------------------------------------- | --- |
| Wheelchair Tennis (Tenis na wózkach)    | Grany przez zawodników na specjalnie przygotowanych wózkach inwalidzkich. Rozgrywane są mecze singla i debla. Główna różnica w przepisach polega na tym, że piłka może się odbić dwukrotnie od podłoża zanim zostanie przebita na stronę rywala, a drugie odbicie może mieć miejsce poza polem gry. Rozgrywki tenisa na wózkach zarządzane są przez Międzynarodową Federację Tenisową. |
| Beach Tennis (Tenis plażowy)            | Grany przede wszystkim pomiędzy dwuosobowymi zespołami na piasku przy pomocy rakietek. W tenisie plażowym gra się wyłącznie z woleja, ponieważ piłka nie może się odbić od nawierzchni. Rozgrywki tenisa plażowego są zarządzane przez Międzynarodową Federację Tenisową. |
| American Doubles (Amerykański debel)    | Mecz pomiędzy trzema zawodnikami, w którym tenisista grający w pojedynkę przebija piłkę na stronę rywali wykorzystując również korytarze deblowe, natomiast jego przeciwnicy muszą celować w pole z gry pojedynczej. W takiej grze częste są rotacje między zawodnikami (np. po każdym gemie), aby każdy z nich mógł zagrać w pojedynkę. |
| Australian Doubles (Australijski debel) | Rozgrywany na zasadach takich jak amerykański debel, przy czym zawodnik grający sam jest wyraźnie lepszy od jego przeciwników i w związku z tym nie następuje rotacja graczy |
| Canadian Doubles (Kanadyjski debel)     | Kanadyjski debel jest zbliżony do australijskiego debla, ale zawodnik grający w pojedynkę nie musi być wyraźnie lepszy od zespołu deblowego. |
| Jordache tennis                         | Rywalizacja pomiędzy trzema zawodnikami. Dwaj z nich grają jednego gema przeciwko sobie, a ten który go przegra schodzi z kortu i zostaje zastąpiony przez trzeciego gracza, który decyduje kto będzie serwować w następnym gemie. Zwycięzca gema otrzymuje pięć punktów, natomiast jego rywal w zależności od wyniku trzy punkty (za osiągnięcie równowagi), dwa (za 30 punktów), jeden (za 15) lub zero (za przegranie gema do zera). Zawodnik, który jako pierwszy zdobędzie 50 punktów, wygrywa. |
| Mini-Jordache                           | Odmiana jordache tennis, w której wygrywa zawodnik, który jako pierwszy wywalczy 25 punktów. |
| No-ad (Bez przewag)                     | Gema wygrywa ten zawodnik/zespół, który jako pierwszy wygra cztery wymiany. Nie obowiązuje w niej zasada dwóch piłek przewagi. No-ad stosuje się w meczach debla i miksta. |
| Pro set                                 | Set (zazwyczaj tylko jeden) grany do 8 (lub 10) wygranych gemów przy przewadze przynajmniej dwóch gemów. Przy wyniku w 8:8 (lub 10:10) rozgrywany jest tie-break do 12 punktów. W takich meczach gra się często z punktacją znaną z gier no-ad. |
| Match tie-break (Super tie-break)       | Rozgrywany w ramach trzeciego seta w grze deblowej. Drużyna, która jako pierwsza zdobędzie w nim 10 punktów (przy 2 punktach przewagi), wygrywa seta i cały mecz. Super tie-break jest obecnie stosowany w większości meczów gry podwójnej. |

## Sprzęt

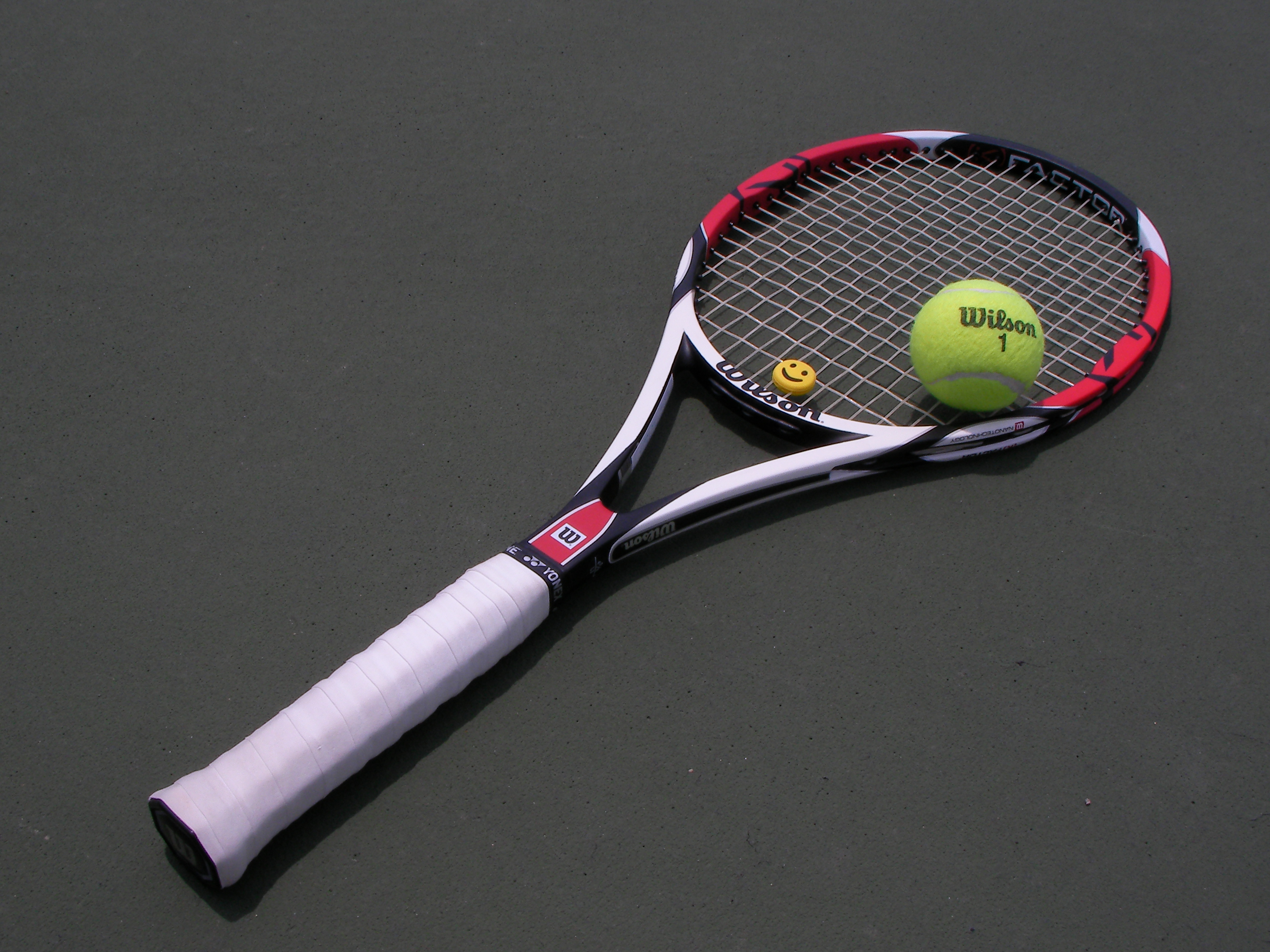
Rakieta oraz piłka tenisowa

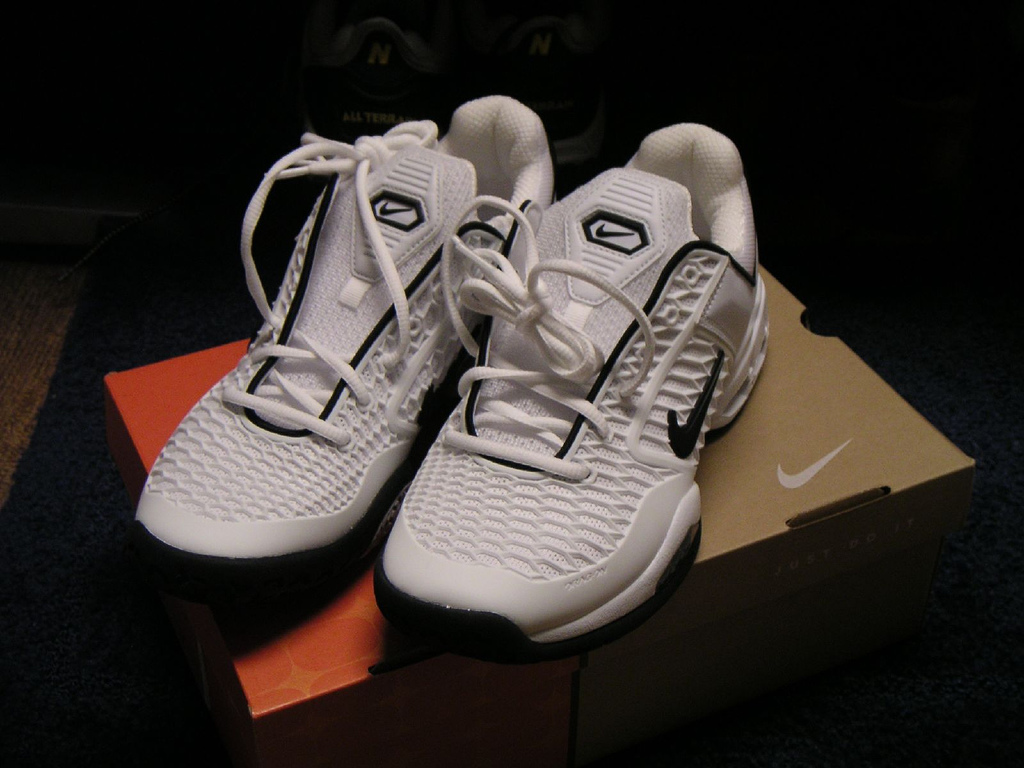
Buty do tenisa

Do uprawiania tenisa niezbędne są rakieta tenisowa oraz piłki. Zaawansowani zawodnicy wykorzystują do poprawy swojej gry liczne dodatki, takie jak tłumiki drgań, które są stosowane do poprawy czucia, wchłaniające pot owijki, które poprawiają chwyt rakiety oraz chroniące przed potem opaski na nadgarstki i czoło. Chociaż w tenisa można grać w różnych rodzajach butów, najczęściej stosuje się specjalne buty tenisowe o szerokich i płaskich podeszwach pomagających w utrzymaniu stabilnej pozycji, oraz podwyższonym przodem chroniącym je przed szybkim zużyciem.

### Rakieta

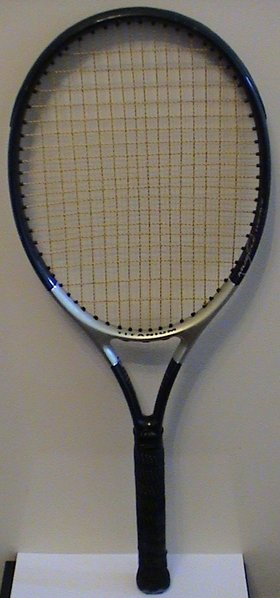
Rakieta do gry w tenisa

Rakieta tenisowa składa się z uchwytu (rączki) oraz szyjki łączącej ją z przypominającą owal ramą. Powierzchnię rakiety tworzy splot skrzyżowanych strun, połączonych z ramą i na przemian przeplecionych i stykających się w miejscu skrzyżowania, przy czym gęstość splotu naciągu musi być jednolita, a w szczególności nie mniejsza w środku, niż w jakimkolwiek innym miejscu. Długość ramy nie może przekraczać 73,7 cm (29 cali), a jej szerokość 31,7 cm (12,5 cala), natomiast długość powierzchni naciągu nie może przekraczać 39,4 cm (15,5 cala) a szerokość 29,2 cm (11,5 cala). Rama wraz z uchwytem musi być pozbawiona jakichkolwiek przedmiotów lub urządzeń zastosowanych w celu innym niż ograniczenie drgań lub rozmieszczenie masy.
Przez pierwsze sto lat współczesnego tenisa ramy rakiet wykonywano z drewna, a ich naciągi z jelit zwierząt. Laminowane drewniane konstrukcje nadawały rakietom siłę i były stosowane przez większość XX w. aż do pojawienia się rakiet metalowych, a później wykonanych z tworzyw sztucznych. Solidniejsze materiały umożliwiły produkcję rakiet, które posiadały jeszcze więcej siły. Jednocześnie udoskonalono technologię naciągów: modele ze zwierzęcych jelit zostały zastąpione przez materiały syntetyczne, ponieważ umożliwiały równie dobre „czucie gry” i charakteryzowały się większą trwałością.

### Piłka

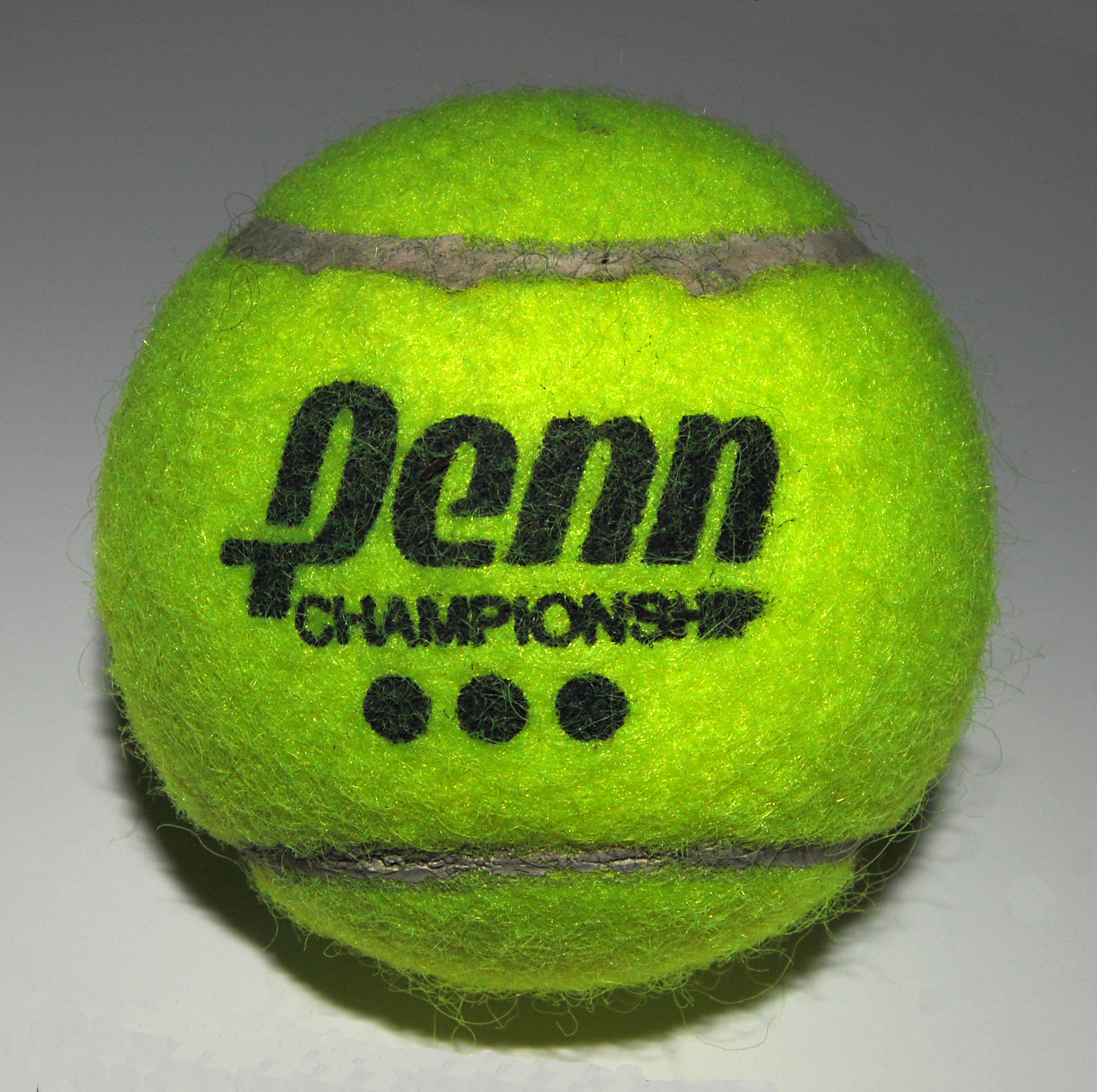
Przykład piłki tenisowej

Piłki do tenisa składają się z dwóch połączonych ze sobą połówek wulkanizowanego kauczuku pokrytych mieszanką filcu i sztucznego włókna (dawniej używano flanelowej powłoki). Chociaż podczas gry stosuje się piłki w kolorze żółtym, przepisy dopuszczają również możliwość grania białymi piłkami. W przeszłości wykorzystywano również czarne piłki. W 1972 ITF wprowadziło do gry żółte piłki, ponieważ badania wykazały, że są one lepiej widoczne dla widzów przed telewizorami.
Piłka tenisowa musi spełnić szereg wymogów takich jak: jednolita powierzchnia zewnętrzna, brak ściegów zewnętrznych w piłkach posiadających szwy, waga wynosząca pomiędzy 56 g a 59,4 g (od 1,975 do 2,095 uncji) oraz rozmiary pomiędzy 6,54–6,86 cm (2,57-2,70 cala). Każda piłka upuszczona z wysokości 2,54 m na betonowe podłoże musi mieć odskok nie mniejszy niż 134,62 cm i nie większy niż 147,32 cm (przy temperaturze 20 °C / 68 °F na wysokości poziomu morza). Dopuszczalne są trzy typy piłek: szybkie (typ pierwszy), o średniej szybkości (typ drugi) i wolne (typ trzeci). Wartości wymienionych wcześniej parametrów mogą się nieznacznie różnić dla poszczególnych typów piłek (podane w artykule wartości odnoszą się do piłek typu drugiego). Istnieją również trzy rodzaje piłek dla dzieci, które są wolniejsze od normalnych (zielone Stage 1 – wolniejsze o 25%, pomarańczowe Stage 2 wolniejsze o 50% oraz najwolniejsze czerwone Stage 3 wykonane z gąbki). Piłki dzielą się również na ciśnieniowe i bezciśnieniowe. Te drugie wykorzystywane są podczas pierwszych etapów nauki gry w tenisa, natomiast piłki ciśnieniowe stosowane są do rozgrywania meczów.

## Zagrania
W tenisie wyróżnia się osiem podstawowych zagrań: serwis, forhend, bekhend, wolej, półwolej, smecz, skrót, lob oraz slice. Każde uderzenie wykonuje się przy pomocy rakiety, tak aby piłka trafiła w część kortu przeciwnika. Nazwy odbić odnoszą się do momentu, kiedy są wykonywane (w przypadku serwisu) lub sposobu ich wykonania.

### Chwyty
Chwyt oznacza sposób trzymania rakiety podczas wykonywania uderzeń. Zawodnicy zmieniają chwyty w trakcie wymian, ponieważ różne sposoby trzymania rakiety umożliwiają łatwiejsze wykonywanie poszczególnych zagrań. Rączka rakiety składa się z ośmiu ścianek numerowanych zgodnie z ruchem wskazówek zegara. Rodzaj chwytu określa się poprzez określenie, na której ściance rączki kciuk i palec wskazujący tworzą literę V.
Chwytem stosowanym jako pierwszy był kontynentalny (ang. Continental Grip), dawniej używany do grania wszystkich uderzeń. Obecnie wykorzystuje się go przy serwisie, lobie, wolejach, oraz uderzeniach slajsowanych. Wyróżnia się dwa główne typy chwytów: forehandowe oraz backhandowe. Do chwytów forehandowych zaliczają się: wschodni, półzachodni i zachodni. Chwytami backhandowymi są chwyt wschodni oraz półzachodni.

### Serwis

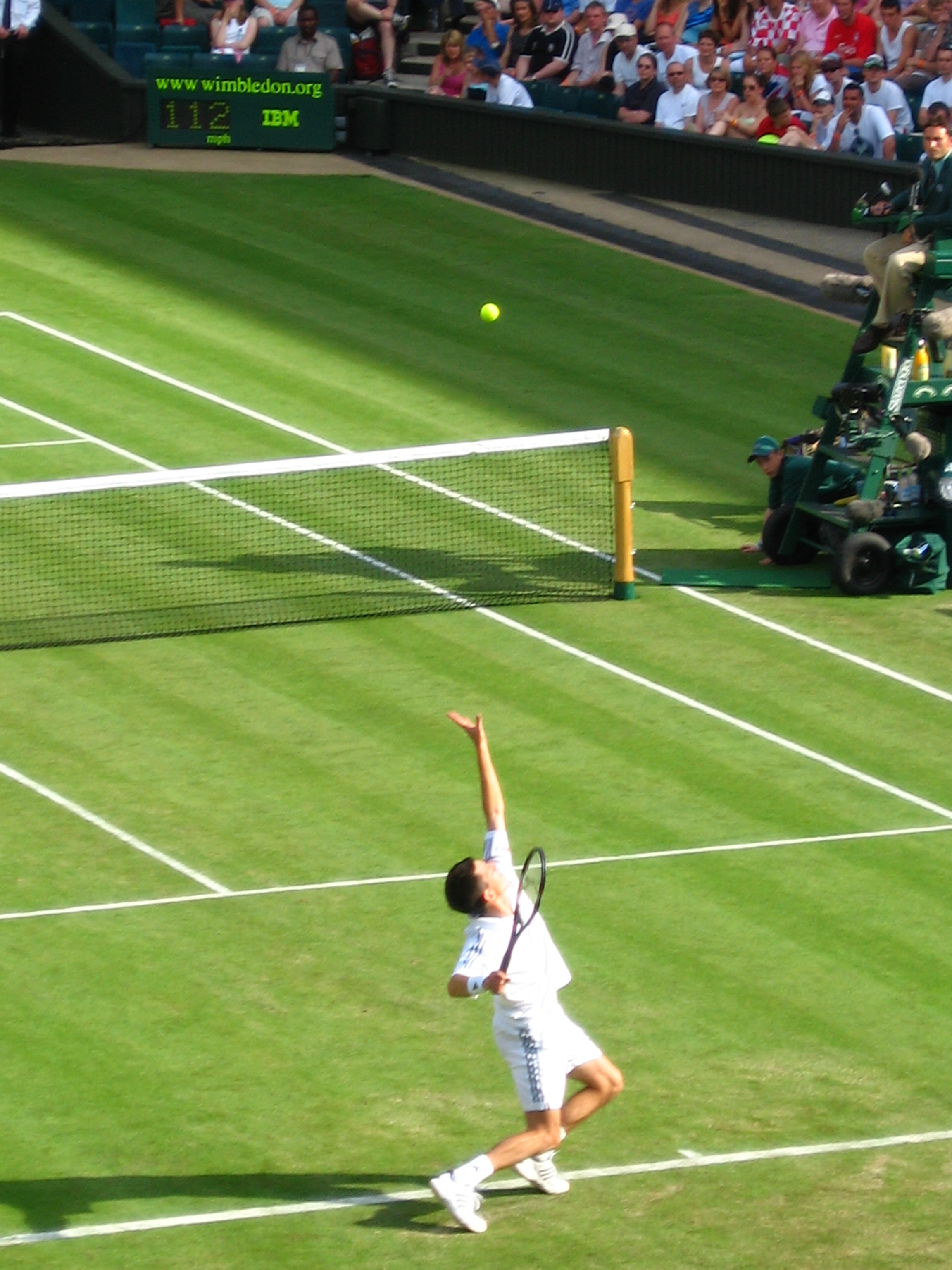
Serwis w wykonaniu Tima Henmana.
W chwilę po wyrzuceniu piłki lewą ręką, lewę ramię jest wyciągnięte ku górze. Prawe ramię wykona za chwilę ruch do góry i naprzód tak szybko, żeby zawodnik był w stanie trafić rakietą w opadającą piłkę.

Serwis to uderzenie inicjujące akcję. Rozpoczyna się go wyrzutem piłki w powietrze, a następnie uderzeniem jej, zazwyczaj chwilę po osiągnięciu przez nią najwyższego punktu w locie, na przekątną część kortu po stronie przeciwnika. Serwis może być zagrywany znad głowy lub od dołu.
Dobrze wyszkoleni zawodnicy doskonalą swoje umiejętności serwisowe, aby zwiększyć jego siłę i celność. Zawodnik podający może zastosować różne rodzaje serwisu, takie jak: serwis płaski, topspinowy (z rotacją awansującą), slajsowany (podcięty) czy serwis z kickiem. Zaawansowani zawodnicy często starają się wykonać serwis w taki sposób, aby rywal nie był w stanie dotknąć piłki. Takie zagranie nazywane jest asem serwisowym. Jeśli odbierający dotknie piłki, ale nie uda mu się jej przebić na stronę przeciwnika, takie uderzenie nosi miano wygrywającego serwisu (ang. winning serve).

### Forehand

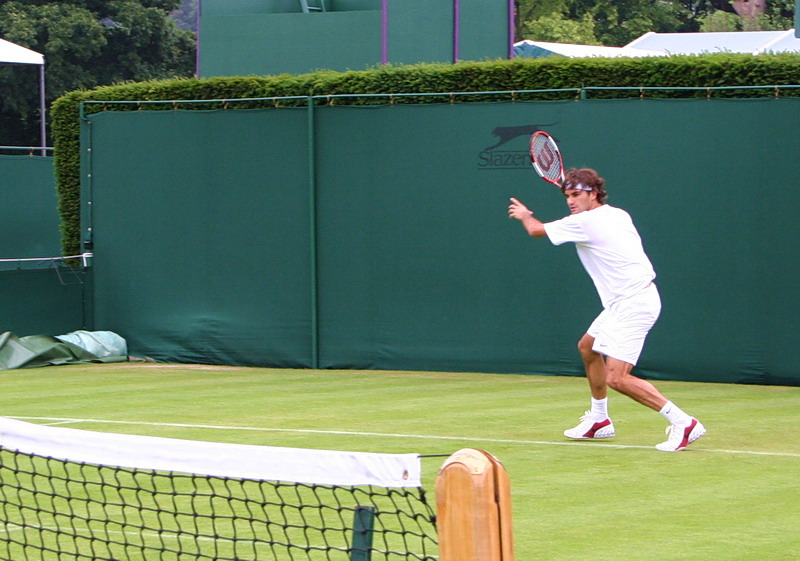
Szwajcar Roger Federer przygotowuje się do zagrania praworęcznego forehandu

Forehand to uderzenie piłki wewnętrzną stroną rakiety, które zaczyna się z prawej strony dla zawodnika praworęcznego i z lewej dla tenisisty leworęcznego. Do grania forehandu wykorzystuje się chwyty: kontynentalny, wschodni, zachodni oraz półzachodni. Przez lata za zawodnika operującego najlepszym forehandem uznawany był amerykański tenisista z lat 20. XX w. Bill Johnston, który przy forehandzie stosował chwyt zachodni. W następnych dziesięcioleciach chwyt zachodni był stosowany bardzo rzadko, ale od drugiej połowy XX w., głównie za sprawą radykalnych zmian w budowie sprzętu oraz sposobie zagrywania poszczególnych uderzeń, obserwuje się jego powrót. Obecnie z tego sposobu uchwytu rakiety korzystają głównie tenisiści specjalizujący się na nawierzchni ziemnej, tacy jak Rafael Nadal.
Niezależnie od rodzaju stosowanego chwytu większość graczy wykonuje forehand jedną ręką. Do wyjątków należeli ekwadorsko-amerykański tenisista z lat 40. i 50. XX w. Pancho Segura oraz Francuz Fabrice Santoro, a wśród pań Monica Seles oraz Marion Bartoli.
Szczególnym rodzajem forehandu jest odwrotny forehand (ang. reverse forehand). Tak jak zwyczajny forehand uderzany jest wewnętrzną częścią rakiety, ale zaczyna się z lewej strony w przypadku tenisistów praworęcznych i prawej u zawodników leworęcznych.

### Backhand

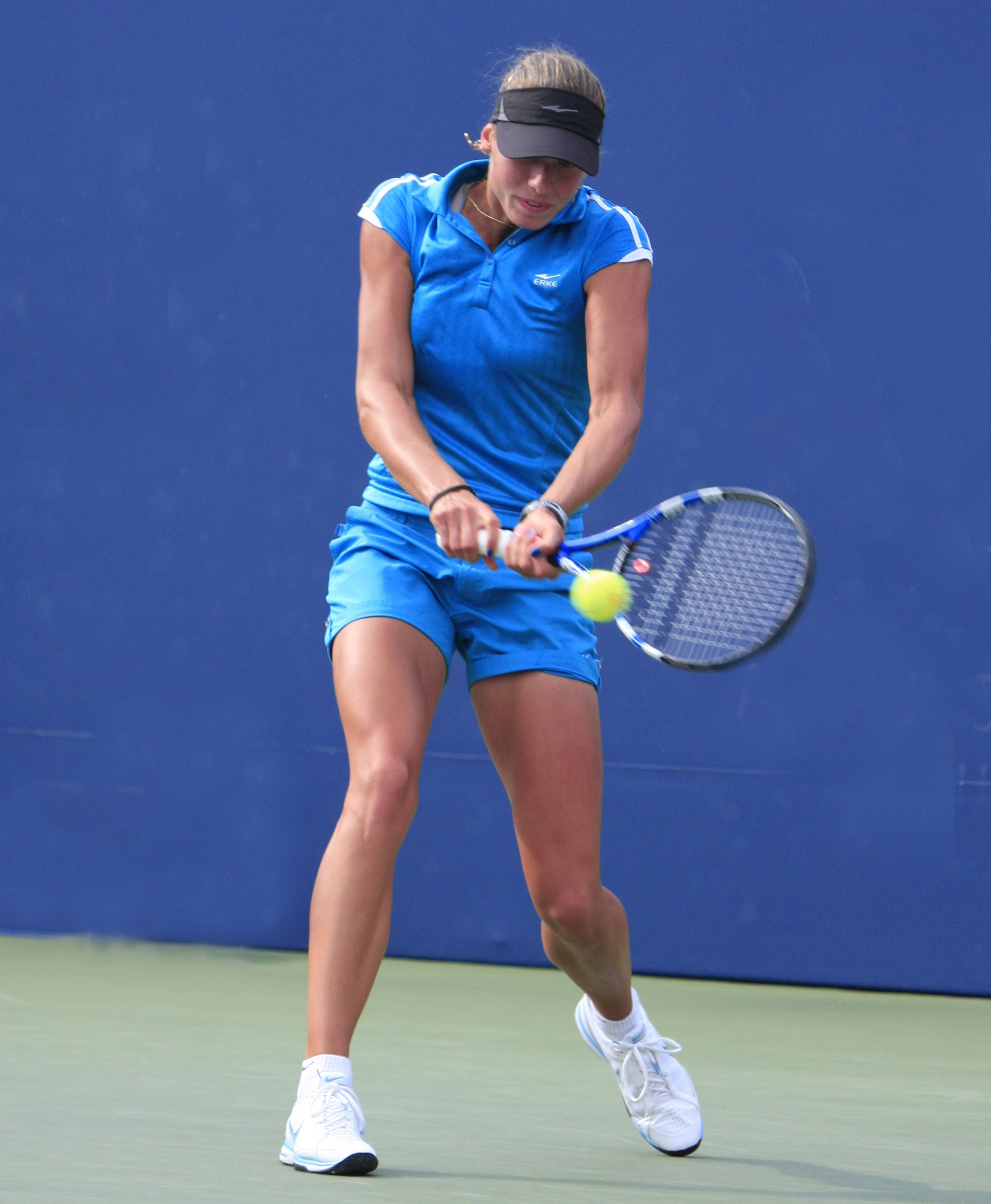
Oburęczny backhand Yaniny Wickmayer

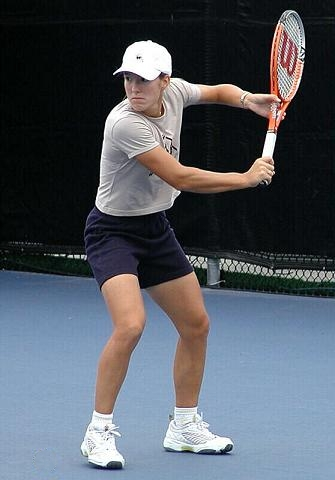
Jednoręczny backhand w wykonaniu Justine Henin

Backhand to uderzenie piłki wykonywane zewnętrzną stroną rakiety. W przypadku zawodników praworęcznych to zagranie, które rozpoczyna się z lewej strony, natomiast dla tenisistów leworęcznych z prawej strony ciała. Można go wykonywać zarówno jedną ręką, jak i oburącz. Backhand dwuręczny poprawia kontrolę uderzenia, ale jednocześnie ogranicza długość zamachu, natomiast jednoręczny umożliwia podcięcie piłki przy użyciu back spinu nadającego piłce niską trajektorię przy odbiciu.
Przez większość XX w. backhand grano jedną ręką stosując chwyt wschodni bądź kontynentalny. Pierwszymi znanymi zawodnikami, którzy grali backhand oburącz byli występujący w latach 30. XX w. Australijczycy Vivian McGrath i John Bromwich – byli oni jednak nielicznymi wyjątkami. Dwuręczny backhand zyskał na popularności w latach 70. za sprawą Björna Borga, Chris Evert, Jimmy’ego Connorsa, a później Matsa Wilandera i Andre Agassiego, którzy wykorzystywali go dla uzyskania mocniejszego uderzenia. Obecnie zdecydowana większość czołowych tenisistów i tenisistek, w tym Rafael Nadal i Serena Williams, gra backhand oburącz. Do nielicznych wyjątków grających backhand w sposób klasyczny, jedną ręką, należą Roger Federer oraz Justine Henin.
Za największych mistrzów backhandu uchodzili Don Budge, którego jednoręczny backhand grany z top spinem przyczynił się do sukcesów Brytyjczyka w latach 30. i 40. XX w. oraz Australijczyk Ken Rosewall, który posiadał bardzo staranny slajsowany backhand również grany jedną ręką.

### Inne

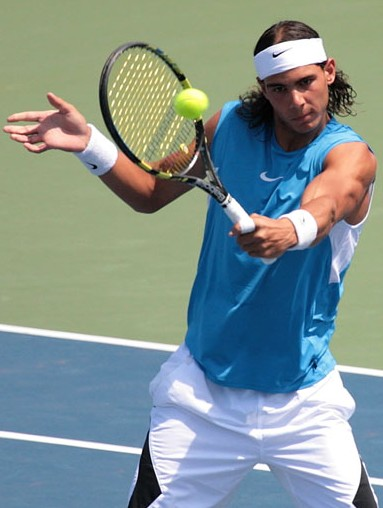
Rafael Nadal grający wolej z backhandu

Wolej (ang. volley) to uderzenie grane z powietrza przed odbiciem się piłki od podłoża najczęściej w pobliżu siatki, zazwyczaj ze sztywnym nadgarstkiem. Najczęściej woleja gra się celując w niepilnowany przez przeciwnika obszar kortu. Półwolej (ang. half volley) jest uderzeniem piłki po jej pierwszym odbiciu, zazwyczaj również w okolicach środkowej części kortu. Drajw wolej (ang. swinging volley) to uderzenie piłki z powietrza, przed jej odbiciem się od kortu. Jest to uderzenie ofensywne mające odebrać przeciwnikowi czas na odegranie piłki. Kiedy zawodnik znajduje się w głębokiej defensywie, a przeciwnik zbliża się do siatki, broniący się może wykonać minięcie (ang. passing shot), czyli posłać piłkę obok rywala na tyle mocno, by nie był on w stanie jej przebić lub zagrać loba (ang. lob), czyli przerzucić piłkę wysoko nad rywalem tak, aby trafiła w ostatnie metry kortu. Uderzenie to może być jednocześnie zagraniem defensywnym (daje zawodnikowi czas na poprawę pozycji w obronie) lub ofensywnym (pozwala na bezpośrednie wygranie wymiany). Jeżeli lob nie został zagrany dostatecznie wysoko, przeciwnik może zagrać smecza (ang. overhead smash) – przypominające serwis uderzenie piłki znad wysokości głowy, które często kończy wymianę. Takie zagrania noszą nazwę kończących (ang. winners) i są ważnym elementem statystyki tenisowej. Kiedy zawodnik znajduje się za końcową linią po swojej stronie kortu, rywal może zagrać niespodziewanego dropszota (skrót, ang. drop-shot) podcinając delikatnie piłkę tak, aby spadła ona tuż za siatką po stronie rywala, który nie jest w stanie dobiec i przebić jej na czas. Kros (ang. cross) to uderzenie piłki po przekątnej placu gry, przez całą jego długość. Return jest zagraniem wykonywanym bezpośrednio po trafionym serwisie przez gracza odbierającego.
Lift jest uderzeniem piłki z rotacją postępującą (awansującą), która sprawia, że tuż po odbiciu się od podłoża piłka nabiera przyspieszenia. Innym uderzeniem, podczas którego piłce nadaje się rotację awansującą, jest topspin. Bardzo silną rotację nadaje w nim dodatkowy ruch nadgarstka ręki, w której zawodnik trzyma rakietę. Slajs (ang. slice) to z kolei uderzenie, w którym piłkę uderza się z rotacją wsteczną lub wsteczno-boczną.

## Turnieje
Turnieje tenisowe są zazwyczaj organizowane przez stowarzyszenie zawodników danej płci. Do podstawowych konkurencji rozgrywanych podczas turniejów tenisowych należą gra pojedyncza kobiet i mężczyzn oraz gry podwójne. Turnieje mogą być organizowane w różnych grupach wiekowych. Do rozgrywek tego typu należą Orange Bowl czy Les Petits As. Organizowane są również specjalne turnieje dla zawodników na wózkach inwalidzkich oraz tenisistów, którzy nie słyszą lub nie widzą.

### Wielki Szlem
Cztery turnieje wielkoszlemowe uważa się za najbardziej prestiżowe rozgrywki tenisowe w sezonie. Odbywają się corocznie w następującej kolejności: Australian Open, Roland Garros, Wimbledon oraz US Open. Poza Igrzyskami Olimpijskimi, Pucharem Davisa, rozgrywkami Fed Cupu oraz Pucharu Hopmana są jedynymi turniejami zarządzanymi przez ITF. Zrzeszone w ITF krajowe federacje tenisowe takie jak Tennis Australia, French Tennis Federation czy United States Tennis Federation organizują odpowiednio Australian Open, Roland Garros oraz US Open. Wimbledon jest współorganizowany przez brytyjską federację tenisową (Lawn Tennis Association) oraz prywatny klub All England Lawn Tennis and Croquet Association.
Prócz historycznego znaczenia turniejów tej rangi, mają one większe pule nagród od jakichkolwiek innych imprez w sezonie, a zwycięstwo w którymkolwiek z nich warte jest dwa razy więcej punktów niż wygranie turnieju następnej pod względem ważności kategorii – Masters 1000 (mężczyźni) oraz Premier Series (kobiety). Kolejną rzeczą wyróżniającą te rozgrywki jest drabinka turniejowa składającą się z 128 miejsc, z których 32 przeznaczone są dla zawodników rozstawionych dzięki wysokiej pozycji w rankingu. Reszta miejsc przeznaczona jest dla pozostałych zawodników czołowej setki rankingu, zwycięzców eliminacji oraz zawodników nagrodzonych dzikimi kartami. Turnieje tworzące Wielki Szlem są jedynymi rozgrywkami w kalendarzu tenisowym, które trwają dwa tygodnie. Obecnie imprezy Wielkiego Szlema są, oprócz Pucharu Hopmana, jedynymi zawodami w sezonie kiedy tenisiści rywalizują w konkurencji par mieszanych. Rozgrywki seniorów, juniorów oraz zawodników na wózkach odbywają się w tym samym czasie, z wyjątkiem Wimbledonu, na którym trawiasta nawierzchnia uniemożliwia grę zawodnikom na wózkach.
Imprezy wielkoszlemowe posiadają szczególne zapisy w regulaminie, charakterystyczne tylko dla tych turniejów, np. zawodnicy biorący udział w Wimbledonie muszą rozgrywać mecze w strojach, których dominującym kolorem jest biel. Reguła ta przez lata była przyczyną opuszczania The Championships przez czołowych zawodników, takich jak Andre Agassi.
| Miesiąc           | Turniej         | Miasto    | Nawierzchnia          |
| ----------------- | --------------- | --------- | --------------------- |
| Styczeń           | Australian Open | Melbourne | Twarda (Plexicushion) |
| Maj-Czerwiec      | French Open     | Paryż     | Ziemna                |
| Czerwiec-Lipiec   | Wimbledon       | Londyn    | Trawiasta             |
| Sierpień-Wrzesień | US Open         | Nowy Jork | Twarda (DecoTurf)     |

### Turnieje męskie

#### Masters 1000
ATP Tour Masters 1000 to cykl dziewięciu turniejów mężczyzn, od których wyższą rangą posiadają tylko imprezy wielkoszlemowe. Wszystkie te turnieje odbywają się corocznie, a wygranie jednego z nich warte jest 1000 punktów do rankingu. Cykl utworzony w 1990 pod nazwą Super Nine, został później przemianowany na Tennis Masters Series, a od roku 2009 nosi swoją obecną nazwę.
W listopadzie rozgrywany jest kończący sezon Turniej Mistrzów, w którym bierze udział ośmiu najlepszych zawodników danego sezonu. Zwycięzca tego turnieju może otrzymać maksymalnie 1500 punktów rankingowych. Miejsce rozgrywania turnieju zmieniane jest co kilka lat – obecnie odbywa się on w Londynie.
| Miesiąc rozpoczęcia | Turniej                 | Miasto             | Nawierzchnia            |
| ------------------- | ----------------------- | ------------------ | ----------------------- |
| Marzec              | BNP Paribas Open        | Indian Wells       | Twarda                  |
| Marzec              | Miami Open              | Miami              | Twarda                  |
| Kwiecień            | Monte Carlo Masters     | Monte Carlo        | Ziemna                  |
| Maj                 | Madrid Open             | Madryt             | Ziemna                  |
| Kwiecień            | Internazionali d’Italia | Rzym               | Ziemna                  |
| Sierpień            | Rogers Cup              | Montreal / Toronto | Twarda                  |
| Sierpień            | Western & Southern Open | Cincinnati         | Twarda                  |
| Październik         | Shanghai Masters        | Szanghaj           | Twarda                  |
| Listopad            | Paris Masters           | Paryż              | Twarda (turniej w hali) |

#### Serie 250 i 500
Turniej rang International Series Gold oraz International Series zostały zastąpione odpowiednio kategoriami ATP Tour 500 oraz ATP Tour 250. Na sezon 2012 zaplanowanych zostało 11 turniejów serii 500 oraz 40 w kategorii 250. Rozgrywany w Dubaju Dubai Tennis Championships oferuje najwyższą pulę nagród spośród imprez tych kategorii, wynoszącą 1 619 500 dolarów amerykańskich.

#### Challengery i Futuresy
ATP Challenger Tour to cykl rozgrywek zarządzanych przez ATP, niższych rangą od ATP Tour. W jego skład wchodzi w przybliżeniu 160 imprez, a zatem odbywają się one w większej liczbie państw niż turnieje głównego touru. Byli liderzy światowego rankingu występują w challengerach, aby poprawić swoje miejsca w rankingu i móc startować w turniejach głównego cyklu. Pula nagród w challengerach waha się od 25 do 150 tysięcy dolarów.
Niżej od cyklu ATP Challenger Tour znajdują się organizowane przez ITF turnieje rangi Futures. Zdobyte w nich punkty, tak jak i w przypadku challengerów, są uwzględniane przy ustalaniu rankingu. Turnieje tego cyklu to trwające tydzień zawody, oferujące pule nagród równe 10 tysięcy lub 15 tysięcy dolarów. Ich łączna pula nagród musi wynosić co najmniej 30 tysięcy dolarów, co oznacza że przez trzy kolejne tygodnie organizuje się turnieje o pulach nagród wynoszących po 10 tys. dolarów albo dwa turnieje rozgrywane w ciągu dwóch tygodni o pulach równych 15 tys. dolarów. Każdego roku organizuje się ponad 400 turniejów o takich pulach nagród w 60 krajach.

### Turnieje kobiece

#### Kategoria Premier
Turnieje kategorii Premier Series są głównymi wydarzeniami cyklu WTA Tour, których ranga oraz premie pieniężne ustępują miejsca jedynie turniejom wielkoszlemowym. W kategorii Premier Series wyróżnia się 4 turnieje Premier Mandatory, 5 turniejów rangi Premier 5 oraz 12 mniejszych turniejów rangi Premier. Zwieńczeniem całosezonowych zmagań dla ośmiu najlepszych zawodniczek roku jest turniej WTA Finals, rozgrywany od 2019 r. w Shenzhen. Pule nagród turniejów Premier wynoszą od 600 tysięcy do 4,5 miliona dolarów.
| Miesiąc rozpoczęcia | Turniej                    | Miasto               | Nawierzchnia  |
| ------------------- | -------------------------- | -------------------- | ------------- |
| Styczeń             | Brisbane International     | Brisbane             | Twarda        |
| Styczeń             | Sydney International       | Sydney               | Twarda        |
| Luty                | Diamond Games              | Antwerpia            | Twarda (hala) |
| Luty                | Dubai Tennis Championships | Dubaj                | Twarda        |
| Luty                | Qatar Ladies Open          | Doha                 | Twarda        |
| Marzec              | Indian Wells Masters       | Indian Wells         | Twarda        |
| Marzec              | Miami Open                 | Miami                | Twarda        |
| Kwiecień            | Charleston Open            | Charleston           | Ziemna        |
| Kwiecień            | Porsche Tennis Grand Prix  | Stuttgart            | Ziemna (hala) |
| Maj                 | Madrid Open                | Madryt               | Ziemna        |
| Maj                 | Internazionali d’Italia    | Rzym                 | Ziemna        |
| Czerwiec            | Birmingham Classic         | Birmingham           | Trawiasta     |
| Czerwiec            | Eastbourne International   | Eastbourne           | Trawiasta     |
| Sierpień            | San Jose Classic           | Stanford             | Twarda        |
| Sierpień            | Canadian Open              | Toronto lub Montreal | Twarda        |
| Sierpień            | Cincinnati Masters         | Cincinnati           | Twarda        |
| Sierpień            | Connecticut Open           | New Haven            | Twarda        |
| Wrzesień            | Pan Pacific Open           | Tokio                | Twarda        |
| Wrzesień            | Wuhan Open                 | Wuhan                | Twarda        |
| Październik         | China Open                 | Pekin                | Twarda        |
| Październik         | Kremlin Cup                | Moskwa               | Twarda (hala) |
| Październik         | WTA Finals                 | Shenzhen             | Twarda        |

#### Kategoria International
Turnieje WTA International Series są zawodami niższej kategorii cyklu WTA Tour, składającymi się z 33 turniejów o pulach nagród równych 250 tys. dolarów oraz kończącego sezon kobiet turnieju WTA Tournament of Champions o puli nagród równej 2 150 000 dolarów.

#### ITF Women’s Circuit
ITF Women’s Circuit jest cyklem turniejów kobiecych organizowanych przez Międzynarodową Federację Tenisową o randze niższej od cyklu WTA Tour, składającym się z około 400 imprez rozgrywanych w 60 państwach. Pule nagród w tych turniejach wynoszą 10, 25, 50, 75 lub 100 tys. dolarów, a ich zwyciężczynie mogą być nagradzane prawem do gry w mniejszych turniejach głównego touru.

### Rozgrywki międzypaństwowe

#### Puchar Davisa
W 1899 student Uniwersytetu Harvarda Dwight Filley Davis wymyślił formułę turnieju tenisowego, który miał być formą rozegrania meczu z reprezentacją Wielkiej Brytanii. Pierwszy mecz w tym formacie odbył się w Bostonie w 1900 pomiędzy drużynami Stanów Zjednoczonych i Wielkiej Brytanii. Zespół amerykański, którego Davis był grającym kapitanem, pokonał Brytyjczyków 3:0. W 1905 poza USA i Wielką Brytanią w turnieju brały udział drużyny Francji, Belgii, Austrii i Australazji (do 1913), czyli połączonych reprezentacji Australii i Nowej Zelandii.
Z początku turniej nosił nazwę International Lawn Tennis Challenge. Nazwa Puchar Davisa została przyjęta po śmierci Dwighta Davisa w 1945. W ciągu kolejnych dekad turniej zyskiwał na popularności, tak że w 2011 roku 130 państw rywalizowało o prestiżowe główne trofeum, którym jest puchar nazwany na cześć Dwighta Davisa jego nazwiskiem.
W rozgrywkach Pucharu Davisa biorą obecnie państwa podzielone na szesnastozespołową Grupę Światową, grupy amerykańskie, euro-afrykańskie oraz strefy Azji i Oceanii. Zwycięzcami rozegranej w 2011 100. edycji Pucharu Davisa zostali po raz piąty w historii reprezentanci Hiszpanii. Najbardziej utytułowanymi narodami w Pucharze Davisa są Amerykanie (32 tytuły), Australijczycy (28 tytułów, w tym 4 jako Australazja), Brytyjczycy (9), Francuzi (9) oraz Szwedzi (5) i Hiszpanie (5).

#### Drużynowy Puchar Świata
Drużynowy Puchar Świata (ang. World Team Cup) to coroczna impreza tenisowa należąca od oficjalnego kalendarza ATP Tour, w której rywalizacja toczy się między ośmioma męskimi reprezentacjami narodowymi.
Rozgrywana jest od 1978 na kortach ziemnych Rochusklubu w Düsseldorfie. Mecz składa się z dwóch pojedynków w grze pojedynczej oraz gry deblowej. Do turnieju zapraszane są reprezentacje na podstawie końcowego rankingu najlepszych graczy w roku poprzedzającym; ponadto w dyspozycji gospodarzy znajduje się tzw. „dzika karta”, specjalne zaproszenie dla drużyny sklasyfikowanej niżej, ale mogącej być atrakcją dla widzów (zazwyczaj przyznawana drużynie niemieckiej).
Zwycięzcami zorganizowanej w 2012 35. edycji zawodów zostali Serbowie, którzy w finale pokonali reprezentację Czech 3:0. Najbardziej utytułowaną reprezentacją narodową w Drużynowym Pucharze Świata jest reprezentacja gospodarzy, która zwyciężyła w pięciu edycjach zawodów.

#### Fed Cup
Pomysł rozgrywek dla pań o formule zbliżonej do tej znanej z Pucharu Davisa został po raz pierwszy zaproponowany w 1919 przez Hazel Hotchkiss Wightman. Kiedy ta propozycja została odrzucona, Wightman ufundowała w 1923 puchar dla zwycięzcy rywalizacji pomiędzy największymi potęgami tenisowymi na początku XX wieku, czyli reprezentacjami Stanów Zjednoczonych i Wielkiej Brytanii. Rozgrywki te z czasem stały się znane pod nazwą Puchar Wightman.
Pomysł Wightman został podchwycony czterdzieści lat później przez Nell Hopman, żonę kapitana daviscupowej reprezentacji Australii, Harry’ego Hopmana, której wraz z Mary Hardwick Hare udało się przekonać władze ITF-u do zorganizowania zawodów o takim charakterze. Pierwszą edycję Federation Cup (pol. Pucharu Federacji) rozegrano w 50. rocznicę powstania Międzynarodowej Federacji Tenisowej w 1963. W trwającym tydzień turnieju wzięły udział przedstawicielki 16 państw, a najlepsze okazały się Amerykanki, które w finale pokonały Australijki 2:1. W 1992 utworzono regionalne grupy eliminacyjne, a w 1995 przyjęto formułę rozgrywek stosowaną w Pucharze Davisa, a ich nazwę skrócono do Fed Cup.
Obecnie w rozgrywkach Fed Cupu bierze udział ponad 80 państw podzielonych na dwie ośmiozespołowe Grupy Światowe, dwie grupy w strefie amerykańskiej, trzy ze strefy euro-afrykańskiej oraz dwie w strefie Azji i Oceanii. Zwyciężczyniami Fed Cupu 2015 zostały Czeszki pokonując 3:2 Rosjanki. Najwięcej tytułów w Fed Cupie zdobyły reprezentantki USA (17), Australii (7), Hiszpanii (5) i Czechosłowacji (5).

#### Puchar Hopmana
Puchar Hopmana to coroczna impreza tenisowa, w której rywalizuje między sobą osiem mieszanych (tenisistka + tenisista) reprezentacji narodowych. Rozgrywana jest od 1989 w Perth Arena w australijskim Perth. Mecz składa się z dwóch pojedynków w grze pojedynczej oraz gry mieszanej.
Zwycięzcami zorganizowanej w 2012 24. edycji zawodów zostali Czesi, którzy w finale pokonali reprezentację Francji 2:0. Do najbardziej utytułowanych narodów w Pucharze Hopmana należą Amerykanie (6 tytułów) oraz Hiszpanie i Słowacy – po 3 wygrane edycje zawodów.